# 1335
Il 1335 (MCCCXXXV in numeri romani) è un anno  del XIV secolo.

## Eventi
- Abu Sa'id muore.
- Schiavitù abolita in Svezia.
- 30 novembre - Battaglia di Culblean: Nell'ambito delle guerre d'indipendenza scozzesi, le truppe dell'esercito regio scozzese sconfiggono quelle sostenitrici di Edward Balliol.

## Nati
- 24 maggio - Margherita di Boemia, regina († 1349)
- 31 maggio - Matteo da Campione, scultore italiano († 1396)
- 14 settembre - Aldobrandino III d'Este, nobile italiano († 1361)
- 27 ottobre - Taejo di Joseon, re coreano († 1408)
- André Beauneveu, pittore, scultore e miniatore francese († 1400)
- Niccolò Cicerchia, religioso e scrittore italiano († 1376)
- Domenico Bandini, notaio e letterato italiano († 1413)
- Andrea Franchi, vescovo cattolico italiano († 1401)
- Giovanna d'Inghilterra, principessa inglese († 1348)
- Gülçiçek Hatun, ottomana († 1400)
- Ibn Rajab, giurista arabo († 1393)
- Isabella di Neuchâtel, nobile svizzera († 1395)
- Pietro degli Ubaldi, giurista italiano
- Giovanni di Prades, nobile, politico e militare spagnolo († 1414)
- Beatrice di Ginevra, nobile francese († 1392)
- Ugo di Lusignano († 1386)

## Morti
- 2 aprile - Enrico di Carinzia e Tirolo, nobile italiano
- 2 aprile - Giovanni II di Namur, marchese (n. 1311)
- 5 aprile - Ugone II di Arborea, sovrano
- 18 aprile - Luther von Braunschweig
- 23 luglio - Morinaga, principe giapponese (n. 1308)
- 27 agosto - Gian Gaetano Orsini, cardinale italiano
- 12 settembre - Rizzardo VI da Camino, politico e condottiero italiano
- 23 settembre - Guglielmo di Tocco, nobile italiano
- 19 ottobre - Elisabetta Richeza di Polonia, nobile polacca (n. 1288)
- 24 novembre - Enrico VI il Buono, nobile polacco (n. 1294)
- 24 novembre - Arnaldo de Via, cardinale francese
- 1º dicembre - Abu Sa'id, mongolo (n. 1305)
- 31 dicembre - Rinaldo II d'Este, nobile, politico e condottiero italiano
- Donato Acciaiuoli il vecchio, politico italiano
- Alfonso Federico di Sicilia, nobile
- Aquilina di Monteserico, nobildonna italiana
- Giacomo Belvisi, giurista italiano
- Guglielmo I Bevilacqua, condottiero italiano (n. 1272)
- Bartolomeo Bononi, religioso italiano
- Giovanni Cini, religioso italiano (n. 1270)
- Goro di Gregorio, scultore italiano (n. 1275)
- Pietro Lancia, politico italiano
- Malatestino Novello Malatesta, condottiero italiano
- Giovanni d'Epiro, conte (n. 1300)
- Sancio d'Aragona, nobile e politico spagnolo
- Gilberto della Scala, nobile italiano

## Calendario
| Calendario 1335 | Calendario 1335 | Calendario 1335 | Calendario 1335 | Calendario 1335 | Calendario 1335 | Calendario 1335 | Calendario 1335 | Calendario 1335 | Calendario 1335 | Calendario 1335 | Calendario 1335 | Calendario 1335 | Calendario 1335 | Calendario 1335 | Calendario 1335 | Calendario 1335 | Calendario 1335 | Calendario 1335 | Calendario 1335 | Calendario 1335 | Calendario 1335 | Calendario 1335 | Calendario 1335 | Calendario 1335 | Calendario 1335 | Calendario 1335 | Calendario 1335 | Calendario 1335 | Calendario 1335 | Calendario 1335 | Calendario 1335 | Calendario 1335 |
| --------------- | --------------- | --------------- | --------------- | --------------- | --------------- | --------------- | --------------- | --------------- | --------------- | --------------- | --------------- | --------------- | --------------- | --------------- | --------------- | --------------- | --------------- | --------------- | --------------- | --------------- | --------------- | --------------- | --------------- | --------------- | --------------- | --------------- | --------------- | --------------- | --------------- | --------------- | --------------- | --------------- |
|                 | 1               | 2               | 3               | 4               | 5               | 6               | 7               | 8               | 9               | 10              | 11              | 12              | 13              | 14              | 15              | 16              | 17              | 18              | 19              | 20              | 21              | 22              | 23              | 24              | 25              | 26              | 27              | 28              | 29              | 30              | 31              |                 |
| Gennaio         | Do              | Lu              | Ma              | Me              | Gi              | Ve              | Sa              | Do              | Lu              | Ma              | Me              | Gi              | Ve              | Sa              | Do              | Lu              | Ma              | Me              | Gi              | Ve              | Sa              | Do              | Lu              | Ma              | Me              | Gi              | Ve              | Sa              | Do              | Lu              | Ma              |                 |
| Febbraio        | Me              | Gi              | Ve              | Sa              | Do              | Lu              | Ma              | Me              | Gi              | Ve              | Sa              | Do              | Lu              | Ma              | Me              | Gi              | Ve              | Sa              | Do              | Lu              | Ma              | Me              | Gi              | Ve              | Sa              | Do              | Lu              | Ma              |                 |                 |                 |                 |
| Marzo           | Me              | Gi              | Ve              | Sa              | Do              | Lu              | Ma              | Me              | Gi              | Ve              | Sa              | Do              | Lu              | Ma              | Me              | Gi              | Ve              | Sa              | Do              | Lu              | Ma              | Me              | Gi              | Ve              | Sa              | Do              | Lu              | Ma              | Me              | Gi              | Ve              |                 |
| Aprile          | Sa              | Do              | Lu              | Ma              | Me              | Gi              | Ve              | Sa              | Do              | Lu              | Ma              | Me              | Gi              | Ve              | Sa              | Do              | Lu              | Ma              | Me              | Gi              | Ve              | Sa              | Do              | Lu              | Ma              | Me              | Gi              | Ve              | Sa              | Do              |                 |                 |
| Maggio          | Lu              | Ma              | Me              | Gi              | Ve              | Sa              | Do              | Lu              | Ma              | Me              | Gi              | Ve              | Sa              | Do              | Lu              | Ma              | Me              | Gi              | Ve              | Sa              | Do              | Lu              | Ma              | Me              | Gi              | Ve              | Sa              | Do              | Lu              | Ma              | Me              |                 |
| Giugno          | Gi              | Ve              | Sa              | Do              | Lu              | Ma              | Me              | Gi              | Ve              | Sa              | Do              | Lu              | Ma              | Me              | Gi              | Ve              | Sa              | Do              | Lu              | Ma              | Me              | Gi              | Ve              | Sa              | Do              | Lu              | Ma              | Me              | Gi              | Ve              |                 |                 |
| Luglio          | Sa              | Do              | Lu              | Ma              | Me              | Gi              | Ve              | Sa              | Do              | Lu              | Ma              | Me              | Gi              | Ve              | Sa              | Do              | Lu              | Ma              | Me              | Gi              | Ve              | Sa              | Do              | Lu              | Ma              | Me              | Gi              | Ve              | Sa              | Do              | Lu              |                 |
| Agosto          | Ma              | Me              | Gi              | Ve              | Sa              | Do              | Lu              | Ma              | Me              | Gi              | Ve              | Sa              | Do              | Lu              | Ma              | Me              | Gi              | Ve              | Sa              | Do              | Lu              | Ma              | Me              | Gi              | Ve              | Sa              | Do              | Lu              | Ma              | Me              | Gi              |                 |
| Settembre       | Ve              | Sa              | Do              | Lu              | Ma              | Me              | Gi              | Ve              | Sa              | Do              | Lu              | Ma              | Me              | Gi              | Ve              | Sa              | Do              | Lu              | Ma              | Me              | Gi              | Ve              | Sa              | Do              | Lu              | Ma              | Me              | Gi              | Ve              | Sa              |                 |                 |
| Ottobre         | Do              | Lu              | Ma              | Me              | Gi              | Ve              | Sa              | Do              | Lu              | Ma              | Me              | Gi              | Ve              | Sa              | Do              | Lu              | Ma              | Me              | Gi              | Ve              | Sa              | Do              | Lu              | Ma              | Me              | Gi              | Ve              | Sa              | Do              | Lu              | Ma              |                 |
| Novembre        | Me              | Gi              | Ve              | Sa              | Do              | Lu              | Ma              | Me              | Gi              | Ve              | Sa              | Do              | Lu              | Ma              | Me              | Gi              | Ve              | Sa              | Do              | Lu              | Ma              | Me              | Gi              | Ve              | Sa              | Do              | Lu              | Ma              | Me              | Gi              |                 |                 |
| Dicembre        | Ve              | Sa              | Do              | Lu              | Ma              | Me              | Gi              | Ve              | Sa              | Do              | Lu              | Ma              | Me              | Gi              | Ve              | Sa              | Do              | Lu              | Ma              | Me              | Gi              | Ve              | Sa              | Do              | Lu              | Ma              | Me              | Gi              | Ve              | Sa              | Do              |                 |